# Campo San Tomà
Campo San Tomà è un piccolo campo di Venezia, ubicato nel sestiere di San Polo, a pochi passi dal campo dei Frari.

## Descrizione
A pianta rettangolare, ha al suo centro un pozzo. Sui suoi quattro lati si affacciano, oltre a numerose botteghe e locali tipici (lati nord e sud), due edifici di valore storico-architettonico:
- la Scoletta dei Calegheri (lato ovest): edificata alla fine del XV secolo sui resti di una precedente scuola trecentesca, era sede della corporazione dei calzolai. Sulla facciata va segnalata la lunetta a sesto acuto con bassorilievo di Pietro Lombardo, rappresentante San Marco che guarisce il ciabattino Aniano.
- la chiesa di San Tomà (lato est): collocata di fronte alla scuoletta, ha una facciata risalente al 1742 (che sostituì quella originaria seicentesca); al suo interno opere pittoriche di Jacopo e Vincenzo Guarana.

## Galleria d'immagini

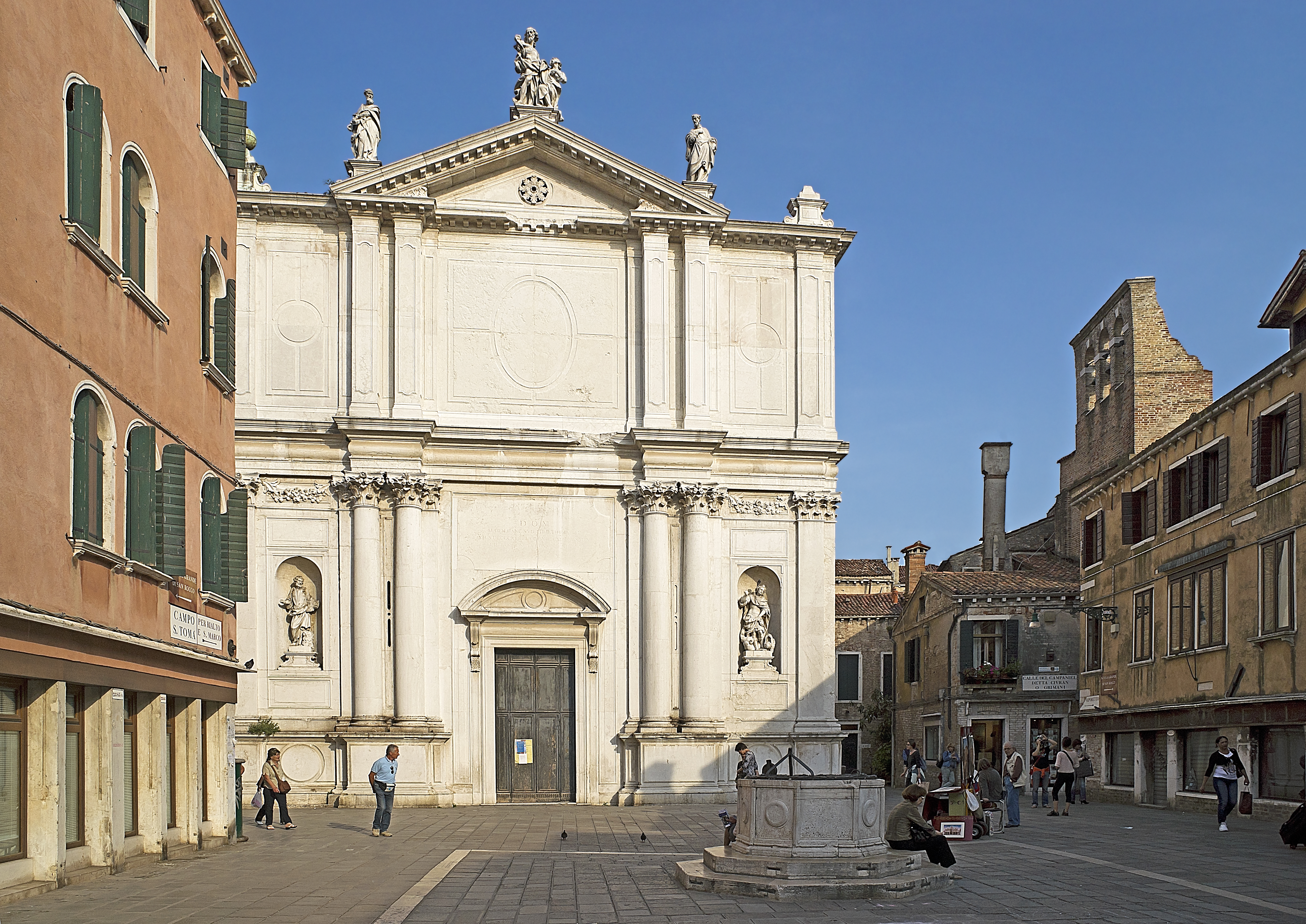
Veduta del campo verso est
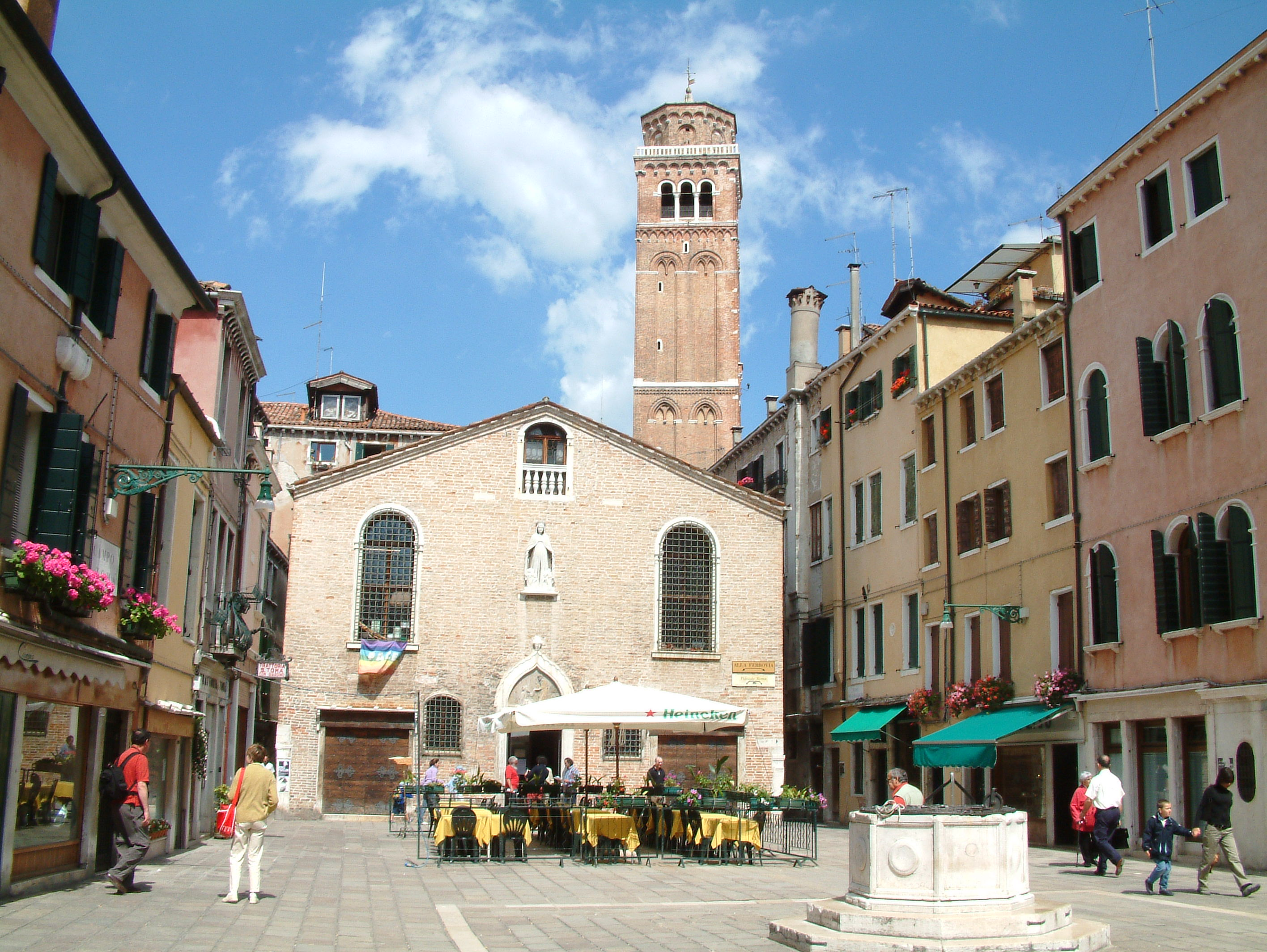
Veduta del campo verso ovest
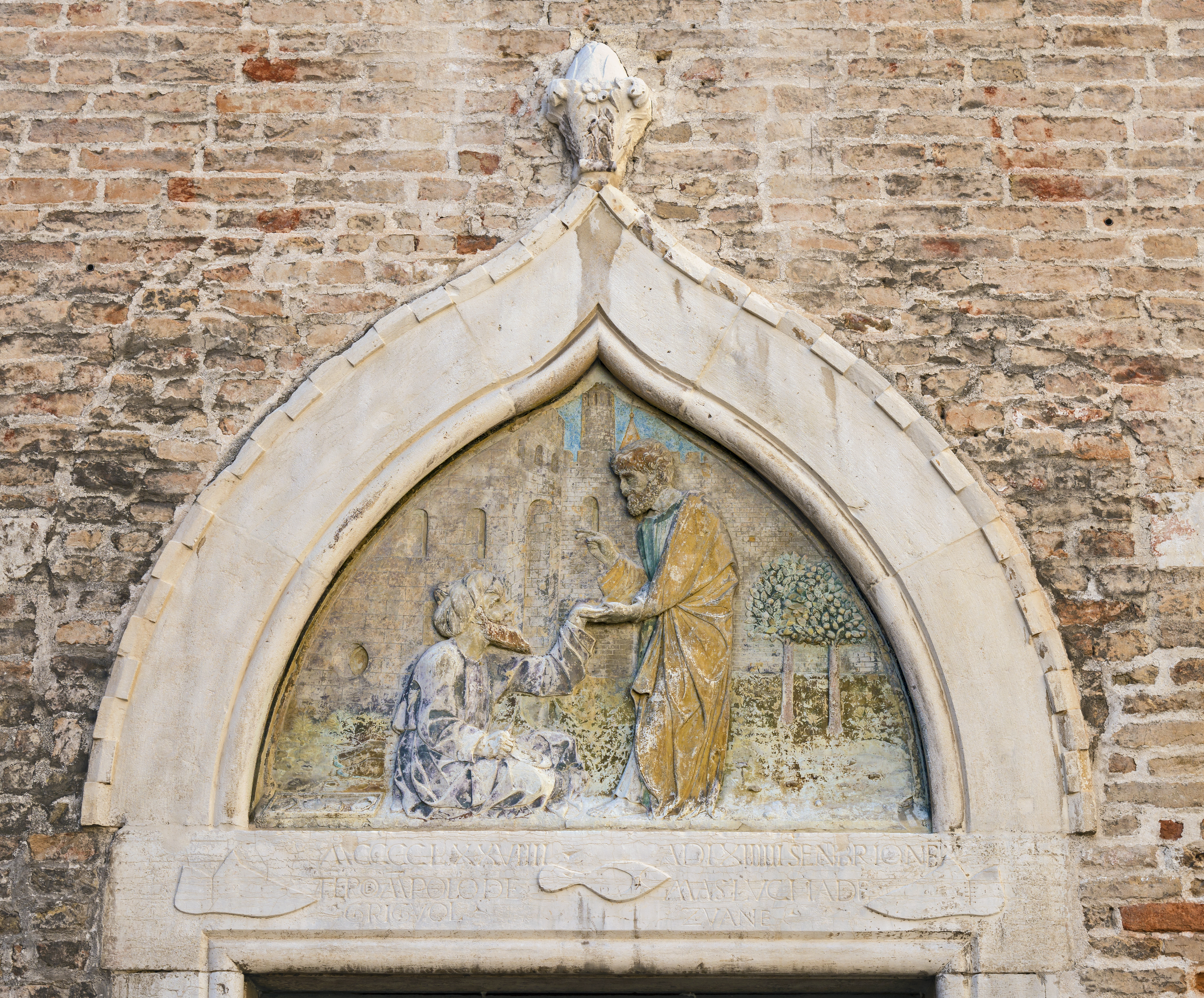
Il bassorilievo di Pietro Lombardo